# نارنگ، پاکستان
نارنگ (به انگلیسی: Narang Mandi) یک شهر در پاکستان است.